# Celso Duarte
Celso Duarte (né en 1974 à Villarrica) est un musicien mexicain. Il joue principalement de la harpe et du violon. C'est le fils ainé de Celso Duarte González lui-même harpiste.
Celso Duarte a notamment participé à l'album de Lila Downs One Blood - Una Sangre en 2004.